# Matteo da Milano
Matteo da Milano (notizie fino al 1512; fl. XVI secolo) è stato un miniatore italiano.

## Biografia
Il suo nome è collegato alla decorazione miniata del Breviario erculeo (1502), a cui collaborarono anche altri artisti, considerata una delle opere più importanti del Cinquecento dell'arte ferrarese. L'altra opera importante del suo periodo ferrarese è il Libro d'Ore commissionato dal duca Alfonso I d'Este tra il 1510 e il 1512, anni in cui Ferrara passava uno dei momenti più difficili della sua storia: era in guerra con Giulio II, il quale aveva scomunicato Alfonso I e aveva lanciato l'interdetto sulla città estense. Infatti il libro di preghiere può essere inteso come un libro di rilevanza politica nel quale Alfonso I mette in chiaro la sua natura di buon cristiano in opposizione ad un pontefice a lui ostile.